# Элементы Юнга — Юциса — Мёрфи
Элементы Юнга — Юциса — Мёрфи (также элементы Юциса — Мёрфи) — элементы групповой алгебры {\displaystyle \mathbb {C} [S_{n}]} симметрической группы {\displaystyle S_{n}}, определяемые как суммы транспозиций:
{\displaystyle X_{i}=(1\ i)+(2\ i)+\dots +(i-1\ i).}
Элементы попарно коммутируют (более того, элемент {\displaystyle X_{n}} коммутирует со всеми элементами подалгебры {\displaystyle \mathbb {C} [S_{n-1}]}), и порождают максимальную коммутативную подалгебру {\displaystyle \mathbb {C} [S_{n}]} — алгебру Гельфанда — Цейтлина.
Для любого неприводимого представления симметрической группы, базис, в котором эти элементы одновременно диагонализуются — базис Юнга; при этом, собственные подпространства для действия элемента {\displaystyle X_{n}} оказываются неприводимыми подпредставлениями {\displaystyle S_{n-1}}, причём отвечающие им собственные значения равны содержаниям выбрасываемых (при переходе к соответствующему подпредставлению подгруппы {\displaystyle S_{n-1}}) угловых клеток диаграммы Юнга.